# 卡姆登鎮區 (密蘇里州迪卡爾布縣)
卡姆登鎮區（英語：Camden Township）是位於美國密蘇里州迪卡爾布縣的一個行政鎮區。

## 地方資料
卡姆登鎮區的面積為130.06平方千米，當中陸地面積為128.67平方千米，而水域面積為1.39平方千米。根據2020年美國人口普查的數據，當地共有人口1740人，而人口密度為每平方千米13.38人。